# Berner Sport Club Young Boys Frauen
Il Berner Sport Club Young Boys Frauen, noto semplicemente come Young Boys o YB Frauen, è una società calcistica svizzera di calcio femminile con sede nella città di Berna. Sezione femminile del Berner Sport Club Young Boys, la sua istituzione risale al 15 giugno 2005 come Frauen Fussballclub Bern.
Oltre alla formazione titolare, che milita nella Women's Super League, la massima divisione del campionato svizzero, gestisce un settore giovanile con squadre Under-15, Under-17 e Under-18.

## Storia
Nel 1970, per permettere la partecipazione di una formazione femminile ai campionati nazionali che, come da regolamento federale, doveva essere affiliata ad una società di calcio maschile, il Fussballclub Bern decise di istituire una sezione femminile rendendola finanziariamente indipendente.
Durante gli anni settanta la squadra riesce ad ottenere posizioni di rilievo, riuscendo a raggiungere al termine della stagione 1977-1978 la prima posizione in classifica ottenendo il suo primo titolo di Campione di Svizzera, stagione coronata anche dalla conquista della Coppa Svizzera.
Assieme al Seebach di Zurigo, durante gli anni ottanta domina il campionato svizzero assicurandosi il suo secondo double al termine della stagione 1983-1984. Tra il 1994 e il 2001 le ragazze dello Young Boys hanno vinto nove Coppe consecutive, quindi grazie alla conquista del campionato nel 1995, 1996, 1997, 2000 e 2001 la società collezione altri cinque double.
Il 15 giugno 2005 la sezione femminile decide di separarsi dal club e fondare una nuova società con la nuova denominazione Frauen Fussballclub Bern. Come FFC Bern si iscrisse per le stagioni successive, avviando nel frattempo una collaborazione con il Berner Sport Club Young Boys che si concretizzerà nell'assorbimento della società all'inizio del 2009.
Iscritta al campionato come Berner Sport Club Young Boys Frauen dalla stagione 2009-2010, adotta i colori sociali del nuovo club, il giallo e il nero, riuscendo, dopo 10 anni dal precedente, a conquistare al termine della stagione 2010-2011 l'undicesimo titolo nazionale. Nel 2025 la squadra è tornata a vincere il campionato svizzero, dopo aver battuto nella finale dei play-off il Grasshopper dopo i tiri di rigore.

## Palmarès
- Campionato svizzero: 12

FFC Bern: 1977-1978, 1978-1979, 1983-1984, 1985-1986, 1991-1992, 1994-1995, 1995-1996, 1996-1997, 1999-2000, 2000-2001
BSC Young Boys: 2010-2011, 2024-2025
- Coppa Svizzera: 15  (record)

FFC Bern: 1978, 1980, 1982, 1983, 1984, 1985, 1991, 1994, 1995, 1996, 1997, 1998, 1999, 2000, 2001

## Organico

### Rosa 2020-2021
Rosa, ruoli e numeri di maglia come da sito ufficiale della società, aggiornata al 28 luglio 2020, e dal sito soccerdonna.de.
| N. |                      | Ruolo | Calciatrice         |
| -- | -------------------- | ----- | ------------------- |
| 3  | Australia (bandiera) | D     | Alexandra Gummer    |
| 4  | Svizzera (bandiera)  | D     | Chiara Salm         |
| 6  | Svizzera (bandiera)  | C     | Nadine Riesen       |
| 7  | Svizzera (bandiera)  | C     | Marilena Widmer     |
| 8  | Svizzera (bandiera)  | C     | Jana Neuhaus        |
| 10 | Svizzera (bandiera)  | C     | Chiara Messerli     |
| 11 | Svizzera (bandiera)  | A     | Ilona Guede Redondo |
| 12 | Svizzera (bandiera)  | C     | Morina Suter-Dörig  |
| 13 | Svizzera (bandiera)  | A     | Stephanie Waeber    |
| 14 | Svizzera (bandiera)  | D     | Julia Schassberger  |
| 15 | Svizzera (bandiera)  | D     | Leana Zaugg         |

| N. |                        | Ruolo | Calciatrice              |
| -- | ---------------------- | ----- | ------------------------ |
| 16 | Svizzera (bandiera)    | C     | Laura Schreurs           |
| 17 | Svizzera (bandiera)    | A     | Eva Bachmann             |
| 18 | Svizzera (bandiera)    | C     | Aline Stöckli            |
| 19 | Svizzera (bandiera)    | D     | Jael Jost                |
| 21 | Francia (bandiera)     | P     | Janine Chamot            |
| 22 | Svizzera (bandiera)    | C     | Shenia Schmid            |
| 23 | Stati Uniti (bandiera) | A     | Courtney Strode          |
| 25 | Svizzera (bandiera)    | D     | Noemi Gillmann           |
| 26 | Svizzera (bandiera)    | C     | Laura Frey               |
| 28 | Svizzera (bandiera)    | P     | Saskia Bürki             |
| 64 | Portogallo (bandiera)  | C     | Stefanie De Além da Eira |

### Rosa
Rosa, ruoli e numeri di maglia per la stagione 2019-2020, aggiornata al 21 agosto 2017, tratta dal sito ufficiale della società e dal sito della federazione svizzera.
| N. |                     | Ruolo | Calciatrice                |
| -- | ------------------- | ----- | -------------------------- |
| 1  | Svizzera (bandiera) | P     | Janine Chamot              |
| 2  | Svizzera (bandiera) | D     | Cloé Meier                 |
| 3  | Svizzera (bandiera) | C     | Valbona Mehmeti (capitano) |
| 4  | Svizzera (bandiera) | C     | Carmen Aeberhardt          |
| 5  | Svizzera (bandiera) | D     | Franziska Schärer          |
| 7  | Svizzera (bandiera) | A     | Simone Zahno               |
| 8  | Svizzera (bandiera) | C     | Vanessa Pittet             |
| 10 | Svizzera (bandiera) | C     | Carina Gerber              |
| 11 | Svizzera (bandiera) | A     | Michelle Heule             |
| 12 | Svizzera (bandiera) | P     | Dana Scherrer              |

| N. |                     | Ruolo | Calciatrice        |
| -- | ------------------- | ----- | ------------------ |
| 13 | Svizzera (bandiera) | D     | Jennifer Riesen    |
| 14 | Svizzera (bandiera) | C     | Kim Lara Bärfuss   |
| 15 | Svizzera (bandiera) | C     | Sarina Schenkel    |
| 17 | Svizzera (bandiera) | D     | Bettina Thomet     |
| 18 | Svizzera (bandiera) | A     | Aline Stöckli      |
| 20 | Svizzera (bandiera) | A     | Franziska Seiler   |
| 21 | Svizzera (bandiera) | C     | Meret Wälti        |
| 22 | Svizzera (bandiera) | A     | Annina Spahr       |
| 23 | Svizzera (bandiera) | D     | Alessa Castignetti |
| 30 | Svizzera (bandiera) | P     | Manuela Wüthrich   |